# اسلاوهای شرقی

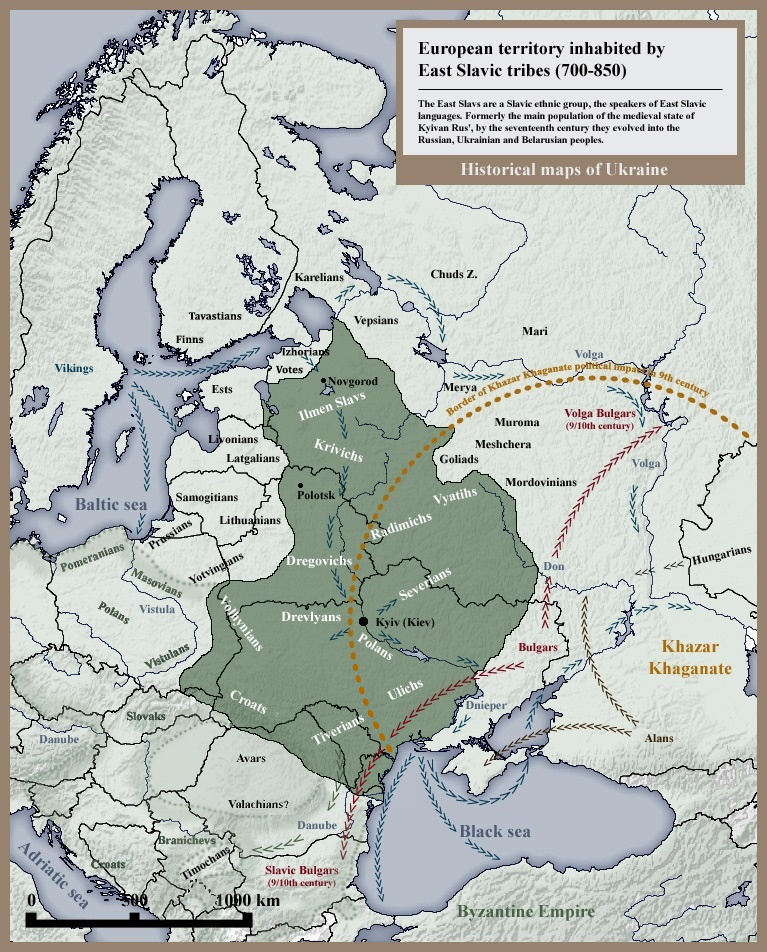
حداکثر گستره قلمرو اروپایی قبایل اسلاوی شرقی—در سده های هشتم و نهم میلادی

اسلاوهای شرقی اقوام اسلاوزبان ساکن اسلاوی شرقی هستند. آن‌ها در گذشته جمعیت اصلی دولت قرون وسطی روس کیف را تشکیل می‌دادند، در قرن هفدهم آن‌ها به روس‌ها، اوکراینیان و بلاروسی‌ها تکامل یافتند.